# Regionalpolitik i Finland
Regionalpolitik är en sammanfattande benämning på de politiska beslut och samhälleliga åtgärder som syftar till att främja en regional balans i den ekonomiska och befolkningsmässiga utvecklingen inom ett av politiska gränser avgränsat område. Vanligtvis kopplas regionalpolitiken ihop med beslut som fattas på nationalstatsnivå, men idag är den i Finland förda regionalpolitiken i mångt och mycket kopplad till skeenden på EU-nivå.
Redan på medeltiden stödde kronan på olika sätt en bosättningsexpansion till utkanterna av befintlig bosättning och till ödemarkerna nära gränsen mot Republiken Novgorod/Ryssland. Fram till mitten av 1800-talet hade den nationella bosättningen på rural nivå utvidgats till sin slutgiltiga utsträckning, med undantag av nordligaste Finland där expansionen norrut fortsatte ännu på 1940-talet. Under den så kallade första republiken upplevde landsbygden sin blomstringstid. Men landsbygden visade sig i början av 1960-talet vara starkt överbefolkad i förhållande till åkerarealen och mot bakgrunden av jord- och skogsbrukets mekanisering. Som ett led i försöken att stävja samhällets geografiska omstrukturering i form av avfolkning och koncentration tillgrep myndigheterna lagstiftning.
Finlands första lagar med uttalat regionalpolitiska målsättningar – u-områdeslagarna – stadfästes år 1966. Med början i dessa lagar kan man säga att regionalpolitikens utveckling i landet kan indelas i tre till sin ideologi olika perioder. Från 1966 fram till mitten av 1970-talet grundade sig regionalpolitiken på en uppfattning om industrialiseringens välsignelse för landets ekonomiskt outvecklade periferier. Med bland annat investeringsbidrag och räntestöd till industrianläggningar i de områden som omfattades av lagen ville man också stävja den tilltagande migrationen till södra Finland och Sverige samt hålla fast vid den allmänt omfattade uppfattningen om vikten av att hålla hela landet befolkat. Resultaten av regionalpolitiken i de småbruksdominerade periferierna blev blygsamma, vilket bland annat bidrog till framgångarna för det av Veikko Vennamo ledda Finlands landsbygdsparti i riksdagsvalet 1970. Strax före valet hade nya regionalpolitiska lagar stiftats, utan att innehålla väsentliga förändringar. Efter valet effektiviserades dock regionalpolitiken och blev mångsidigare.
Utvecklingsområdesfonden Ab (Kera) grundades 1971 och fick till uppgift att stöda små och medelstora arbetskraftintensiva industriföretag och befrämja turismens utveckling i utvecklingsområdena.  År 1973 trädde lagen om transportstöd till u-områdena i kraft och från och med 1971 kunde även u-områdeskommuner erhålla räntestöd. Inrättandet av så kallade industribyar började få stöd från och med 1972.
Den på industrialisering baserade regionalpolitiken låg främst på handels- och industriministerns bord. År 1973 grundades planeringsavdelningen vid statsrådets kansli, som samtidigt fick det förberedande ansvaret för regionalpolitiken. Vid decennieskiftet hade man börjat etablera planeringssekreterar-, senare planeringschefstjänster vid länsstyrelserna i utvecklingsområdena. På så sätt skapades förutsättningar för ett regionalpolitiskt planeringssystem på två nivåer, stat och län.
En ny fas som baserade sig på områdesplanering inleddes därmed inom regionalpolitiken. Denna period sträckte sig från 1970-talets mitt till slutet av 1980-talet. Begreppet utvecklingsområde tonades ned, och regionalpolitiken skulle nu täcka hela landet. Finland bestod inte längre av zoner på olika utvecklingsnivå, utan byggdes upp av ett hierarkiskt system av centralorter med omland. Tanken på en utveckling som stödde sig på tillväxtcentra vann gehör. Man underströk planeringens betydelse och länen gavs i uppgift att uppgöra heltäckande utvecklingsprogram, vilka tillsammans med olika statliga sektorers utvecklingsplaner skulle utgöra grunden för den nationella områdesutvecklingsplanen. Regionalpolitiken skulle nu utvidgas till en bred samhällspolitik med målsättningen att utjämna de regionala skillnaderna i befolkningens livsbetingelser. De nyetablerade regionplansförbunden bidrog till förverkligandet av den överenskomna regionalpolitiken.
Den så kallade fjärde generationens regionalpolitiska lagar som stiftades 1982–1989 innehöll inga större förändringar jämfört med tidigare stipulationer. Man tillgrep dock vissa nya metoder i politiken. Dit hörde regionala utvecklingsprojekt i de mest problematiska områdena, en effektivisering av landsbygdspolitiken, utvecklingsmedel till länen och stöd till specialområden, såsom stagnerande gamla industristäder. Man började även fästa uppmärksamhet vid huvudstadsregionens problem, och 1985 fattade regeringen ett principbeslut om ett åtgärdsprogram för att lösa de specialproblem som denna region brottades med.
Från början av 1980-talet började man ställa sig tveksam till systemet att genom en uppifrån kommande planering skapa möjligheter att trygga utvecklingen på ett mera lokalt plan, och en ny programbaserad fas i regionalpolitiken arbetades fram. I den regionalpolitiska diskussionen tog man upp den nya teknologins och innovationers betydelse, nätverksekonomins möjligheter och vikten av en utveckling på egna villkor. År 1984 tillsattes den så kallade Perttunenkommittén med uppgift att förbereda ett förnyande av de regionalpolitiska förordningarna. Kommitténs förslag underströk vikten av stöd till företagsamhet i form av offentliga tjänster, utbildning, forskning och telekommunikation. Allt detta förebådade den omorientering av regionalpolitiken som ägde rum mot slutet av 1980-talet. En ideologisk förändring i regionalpolitiken stöddes av det faktum att planeringsavdelningen vid statsrådets kansli stängdes, och dess regionalpolitiska uppgifter överfördes till inrikesministeriet. År 1994 fick landskapsförbunden ansvaret för det regionala utvecklingsarbetet. Den programbaserade regionalpolitiken kom igång som ett resultat av utredningsmannen Anssi Paasivirtas förslag från 1991 om en förnyelse av regionalpolitiken. Grundidén var att de program som landskapsförbunden gjort upp skulle inta en central roll i utvecklingsarbetet. Samtidigt förberedde man en koppling av den nationella regionalpolitiken till motsvarande strukturer och målsättningar inom EU, vilket också skedde i samband med att Finland blev medlem i EU år 1995.
Europeiska unionen stöder den nationella regionalpolitiken, men ställer vissa villkor. Bland annat regionalpolitiska gränsdragningar måste godkännas i Bryssel. U-områdena i Finland sätts i relation till utvecklingsskillnaderna inom hela unionen. Det är givet att Finlands möjligheter att erhålla regionala stöd inom EU har försämrats sedan unionen utvidgades österut och idag inkluderar bland annat de baltiska länderna och Polen. En central roll i områdesutvecklingen spelar dock fortfarande landskapsförbunden, som både initierar utvecklingsprojekt och administrerar samt övervakar de projekt som mottar finansiering från EU och de finländska myndigheterna. I och med medlemskapet i EU har också regionalpolitiken internationaliserats, och flera finländska regioner hör idag till gränsöverskridande samarbetsområden (Interreg-regioner) som delvis finansieras av EU.